# دهستان هق
دهستان هق نام دهستانی در بخش نالوس شهرستان اشنویه، استان آذربایجان غربی در ایران است. براساس سرشماری مرکز آمار ایران در سال ۱۳۸۵، جمعیت آن ۸۵۵۶ نفر (۱۴۷۲ خانوار) بوده‌است.